# Ћебеџија
Ћебеџија је занатлија који прави покривача од вуне. У почетку су се ти покривачи користили за прекривање коња, а касније су прављени финији прекривачи за све прилике и за кућну употребу. Сам назив ћебеџија потиче од турске речи кебе што значи покривач од вуне.
Само ткање ћебета почело је крајем 15. века у Сарајеву. Тај занат започела су двојица ћебеџија 1489. године у сарајевској Царевој мехали. Ћебе се користило уместо јоргана .